# Melissa Wiik
Lindy Melissa Løvbræk Wiik (Slemmestad, 7 de fevereiro de 1985) é uma ex-futebolista norueguesa que atua como atacante.

## Carreira
Melissa Wiik integrou o elenco da Seleção Norueguesa de Futebol Feminino, nas Olimpíadas de 2008. 